# St. Matthäus (München)

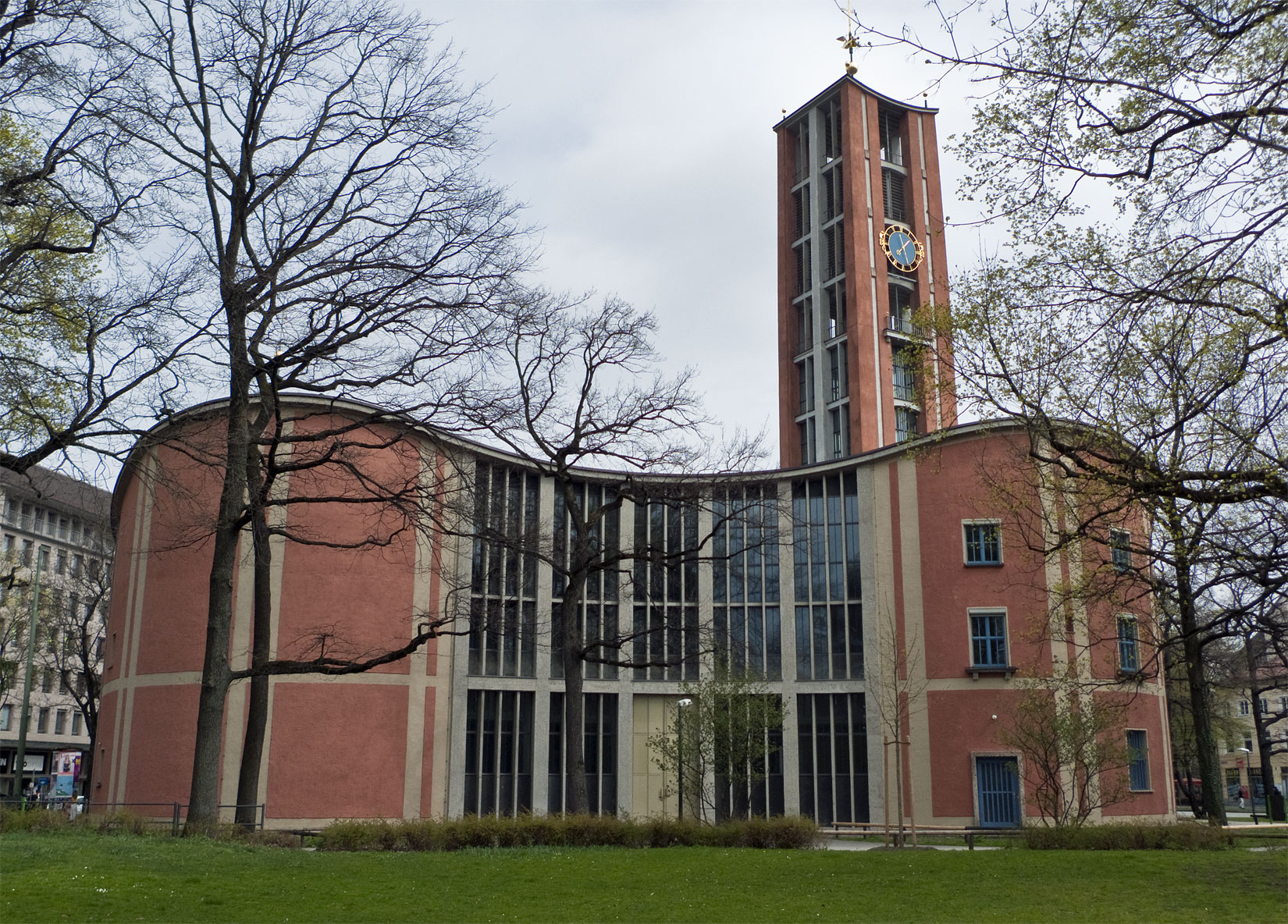
Matthäuskirche (2012)

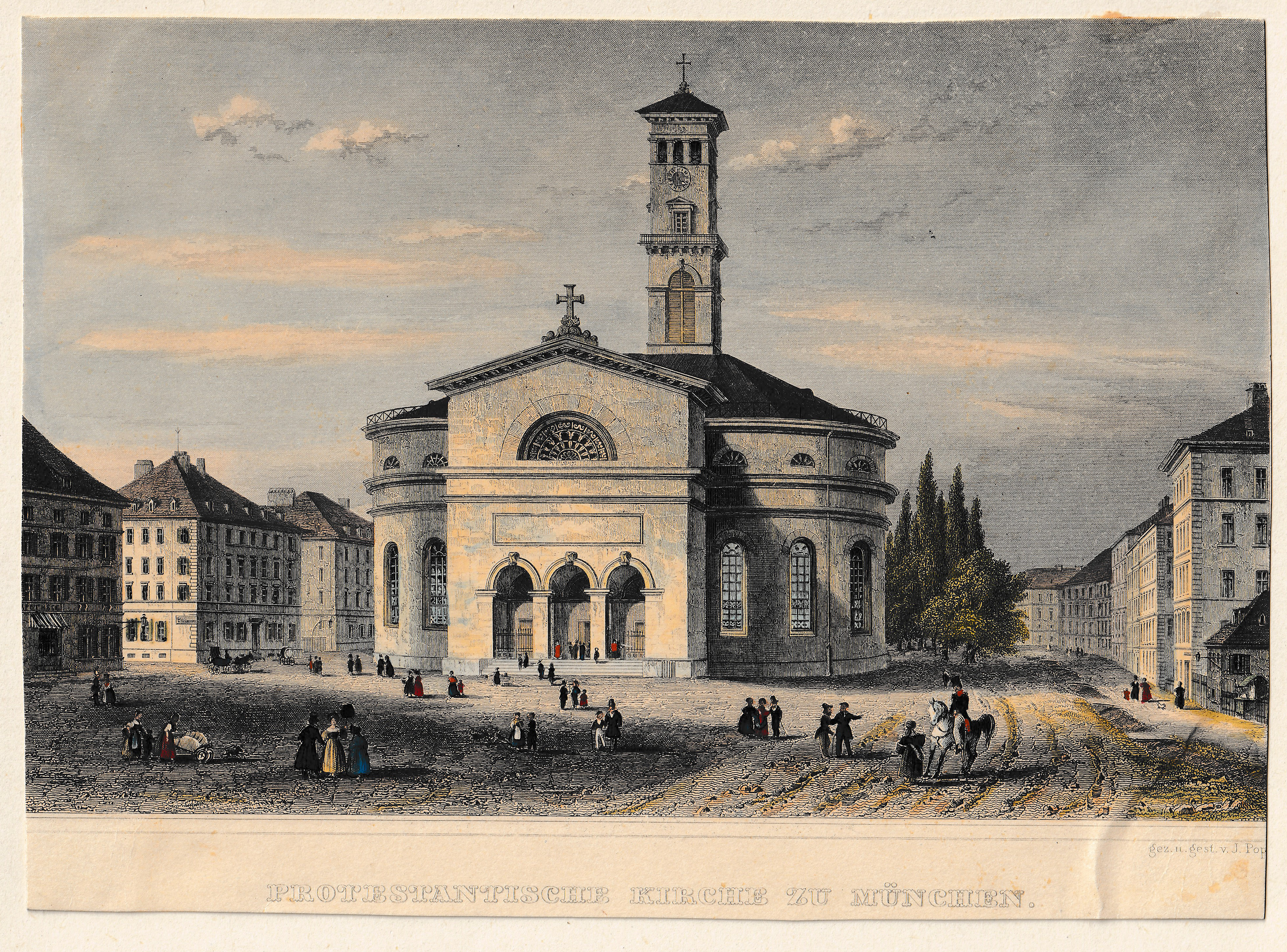
Historische Matthäuskirche (1833–1938): Ansicht von Johann Poppel (um 1850); Blick von Norden, vom Karlsplatz in Richtung zum Sendlinger-Tor-Platz

Die evangelisch-lutherische Pfarrkirche St. Matthäus, genannt auch Matthäuskirche, ist die bedeutendste evangelische Kirche in München. Der heutige Bau, der nach Plänen von Gustav Gsaenger 1953 bis 1957 errichtet wurde, ist Nachfolger der alten Matthäuskirche, die 1833 im nachklassizistischen Stil als erste evangelische Kirche in München errichtet und 1938 abgebrochen wurde. St. Matthäus ist als Predigtstätte des Landesbischofs eine Bischofskirche der Evangelisch-Lutherischen Kirche in Bayern.

## Lage
St. Matthäus (Nußbaumstraße 1) befindet sich am südlichen Ende des Sendlinger-Tor-Platzes an der Schnittstelle zwischen Altstadtring (Sonnenstraße/Blumenstraße) und Lindwurmstraße am Nußbaumpark.

## Funktionen
St. Matthäus besitzt zurzeit folgende Funktionen:
- Pfarrkirche der Evangelisch-Lutherischen Kirchengemeinde St. Matthäus München (-Altstadt)
- Münchner Predigtstätte des Landesbischofs der Evangelisch-Lutherischen Kirche in Bayern (Bischofskirche)
- Sitz des Projektes „Matthäusdienste“: Anlaufstelle und missionarisch-evangelistische Ansprache von Menschen ohne kirchliche Bindung im landeskirchlichen Auftrag
- Sitz der Evangelischen Motorradfreunde St. Matthäus München als Personalgemeinde
- Veranstaltungsort für kulturelle Ereignisse, wie Konzerte.

## Geschichte

### Erster Bau 1833–1938

Historische Matthäuskirche (1833–1938), Photographie von 1903

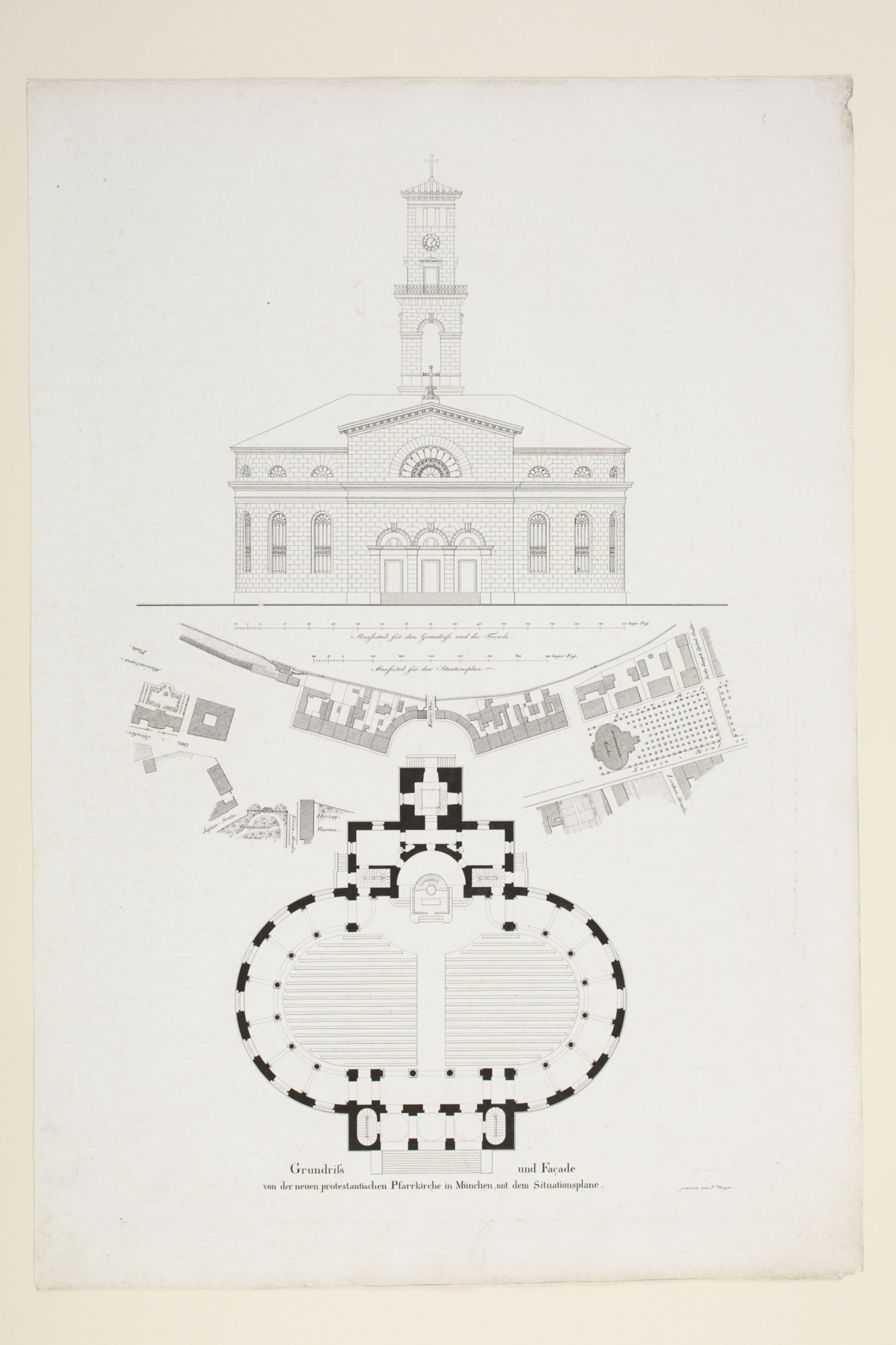
Aufriss und Plan der Matthäuskirche von Joseph Unger

Das Innere der ersten Matthäuskirche, um 1888

Seit Anfang des 19. Jahrhunderts ließen sich vermehrt evangelische Zuwanderer aus den neuerworbenen Gebieten des in der napoleonischen Zeit vergrößerten bayerischen Staates und den anderen Teilen Deutschlands in München nieder. Im Zeitalter der aufgeklärten Monarchie konnte ihnen das Münchner Bürgerrecht nicht mehr verweigert werden. Eine Vorkämpferin für religiöse Toleranz war die zweite Ehefrau des Königs Max I. Joseph, die badische Prinzessin Karoline. Sie hatte bereits Ende des 18. Jahrhunderts auf der Ausübung ihres evangelischen Glaubens bestanden; darum wurde eine evangelische Hofgemeinde errichtet und ein evangelischer Hofprediger bestellt. Am 12. Mai 1799 hielt der Kabinettsprediger Ludwig Friedrich Schmidt den ersten evangelischen Gottesdienst im Schloss Nymphenburg, der Sommerresidenz des Königspaares.
Da die katholische Allerheiligen-Hofkirche der Münchner Residenz, in der die evangelische Hofgemeinde Gast war, zu klein wurde, wurde die Forderung nach einer evangelischen Pfarrkirche lauter. Die in Religionsangelegenheiten tolerante Regierung Max I. Josephs sagte eine Pfarrkirche zu. So erhielt die evangelische Pfarrei München mit ihrer Gründung 1806 die ehemalige Friedhofskirche der Frauenkirche, St. Salvator, zur Nutzung überlassen. Der evangelischen Gemeinde war aber der bestimmungsgemäße Gebrauch dieser Kirche zu keiner Zeit möglich, da sie als Abstellraum, Wagenremise und später als Getreidespeicher zweckentfremdet wurde. Daher blieb das Problem akut.
So wurden mehrere Entwürfe bis zur Ausführungsreife entwickelt: Neben einer Erweiterung von St. Salvator wurden vor allem Neubauprojekte an Standorten an der heutigen Brienner Straße und am Maximiliansplatz diskutiert. Schließlich genehmigte der Bayerische Landtag am 6. September 1825 den Bau einer evangelischen Kirche an einer repräsentativen Stelle und gab entsprechende Mittel frei.
Nachdem Ludwig I. den Thron bestiegen hatte, verzögerte sich der Bau immer weiter. Ludwig I. akzeptierte die Entwürfe Leo von Klenzes nicht, schließlich billigte der überaus katholisch gesinnte König die Pläne des Baurats Johann Nepomuk Pertsch für eine nachklassizistische Rotunde. Obwohl Ludwig I. sehr um eine Rekatholisierung seines Königreiches bemüht war und trotz evangelischer Stiefmutter und evangelischer Gemahlin die Toleranz für die nichtkatholischen Denominationen nur insoweit zuließ, wie sie durch die Verfassung des Königreiches garantiert war, genehmigte er einen repräsentativen Bauplatz für die „Evangelische Kathedralkirche“, verlegte ihn aber vom Maximiliansplatz zu dem weniger vornehmen Karlsplatz (Stachus) in der Höhe Schwanthalerstraße/Herzogspitalstraße. Eine Beteiligung an den Baukosten aus seiner Privatschatulle verweigerte Ludwig. So verzögerte sich der Bau aus finanziellen Gründen auch nach der Grundsteinlegung am 28. Juli 1827 immer wieder. Erst am 25. August 1833, dem Namenstag Ludwigs I., konnte die Protestantische Kirche München, so ihre damalige offizielle Bezeichnung, eingeweiht werden. Für die angeheirateten evangelischen Mitglieder des Königshauses wurde sie auch Hofkirche. Ihren heutigen Namen nach dem Evangelisten Matthäus erhielt die Kirche erst im Jahr 1885, während die 1877 fertiggestellte zweite evangelische Kirche ebenfalls 1885 nach dem Evangelisten Markus benannt wurde. Die Benennung der evangelischen Kirchen in der Münchener Innenstadt nach den vier Evangelisten wurde später mit St. Lukas (1896) und St. Johannes (1916) weitergeführt.
Durch den Ausbau des Karlsplatzes mit repräsentativen Gebäuden, wie dem Justizpalast und zuletzt dem Stachusrondell durch Gabriel von Seidl, wurde die Lage der Kirche repräsentativer, sodass sie schließlich optisch der südliche Abschluss des Karlsplatzes wurde. 1919 wurde St. Matthäus Predigtstätte des Kirchenpräsidenten, der seit 1933 den Titel Landesbischof führt.
Für diese Kirche baute Albert Moser eine dreimanualige Orgel mit 74 Registern auf pneumatischen Kegelladen, die am 17. Oktober 1926 eingeweiht wurde. Als Besonderheit verfügte dieses Instrument über ein für diese Zeit ungewöhnliches Obertonregister (None 8/9′ im Echo).
Auf Drängen Adolf Hitlers verfügte der NSDAP-Gauleiter in Oberbayern, Adolf Wagner, im Juni 1938 den Abriss der Kirche – angeblich um die Sonnenstraße auf Berliner Maße verbreitern zu können. Als eigentlicher Anlass wird jedoch die schwelende Animosität des NS-Regimes gegen den bayerischen Landesbischof Hans Meiser vermutet, der eine Gleichschaltung der Evangelisch-Lutherischen Kirche in Bayern durch die Deutschen Christen und damit ein Aufgehen in der „Reichskirche“ zu verhindern versuchte.
Der Beschluss des Abrisses wurde dem damaligen Pfarrer Friedrich Loy am 9. Juni 1938 mitgeteilt. Zwei Tage später intervenierte Landesbischof Hans Meiser erfolglos. Am 26. Juni 1938 wurde die Vorhalle und am 3. Juli 1938 der Turm gesprengt. Am 6. Juli 1938 waren die Abbrucharbeiten abgeschlossen. Parallel dazu wurde am 8. Juni 1938 der Abbruch der Hauptsynagoge an der Herzog-Max-Straße ebenfalls aus verkehrlichen Gründen verfügt, und ebenso schnell wurde sie innerhalb von vier Wochen dem Erdboden gleichgemacht. Es sollte vermutlich getestet werden, ob und in welchem Umfang mit Protesten aus dem kirchlichen Milieu zu rechnen wäre.

### Zweiter Bau (seit 1955)

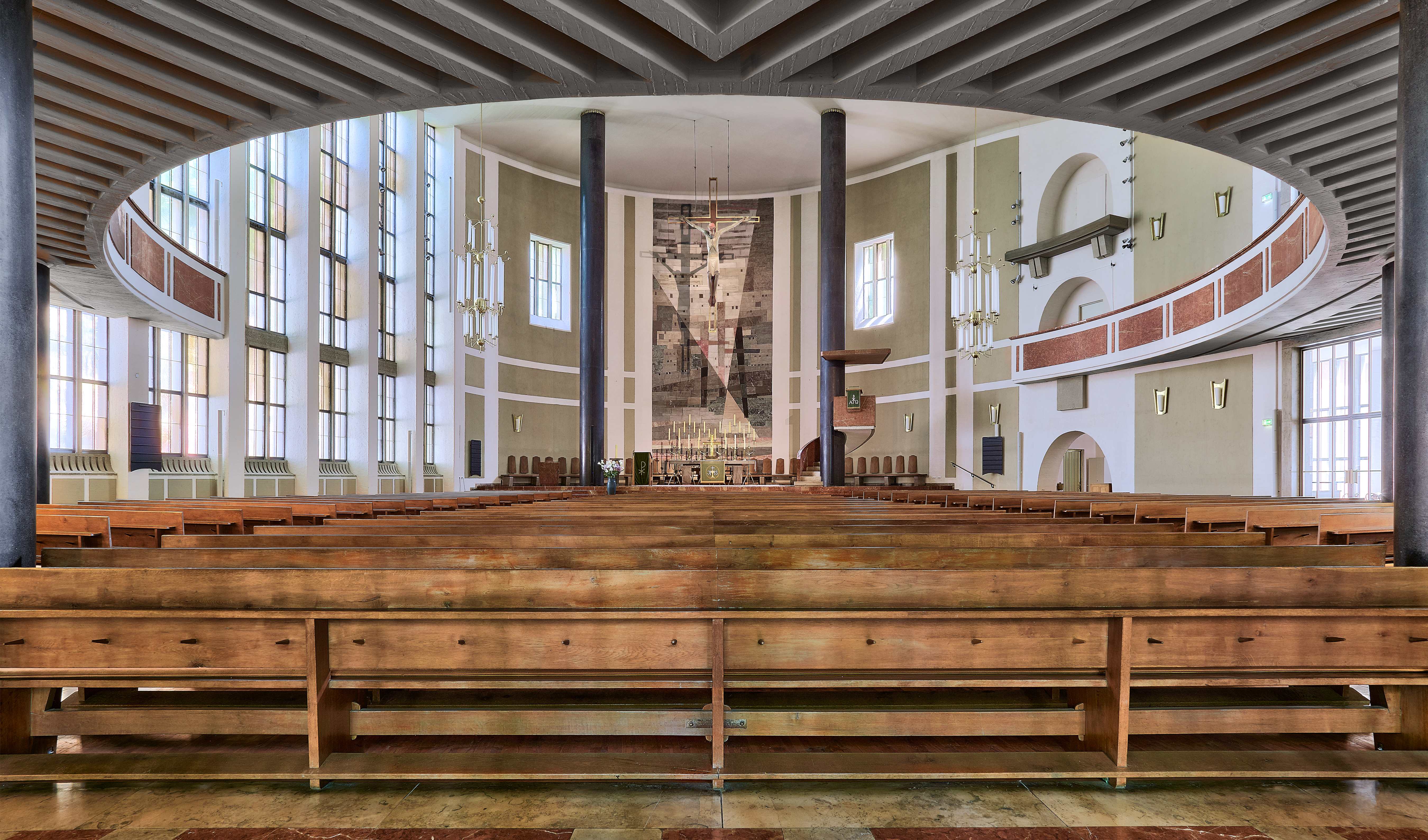
Moderner Kirchenbau im 50er-Jahre-Stil. Bischofskirche.

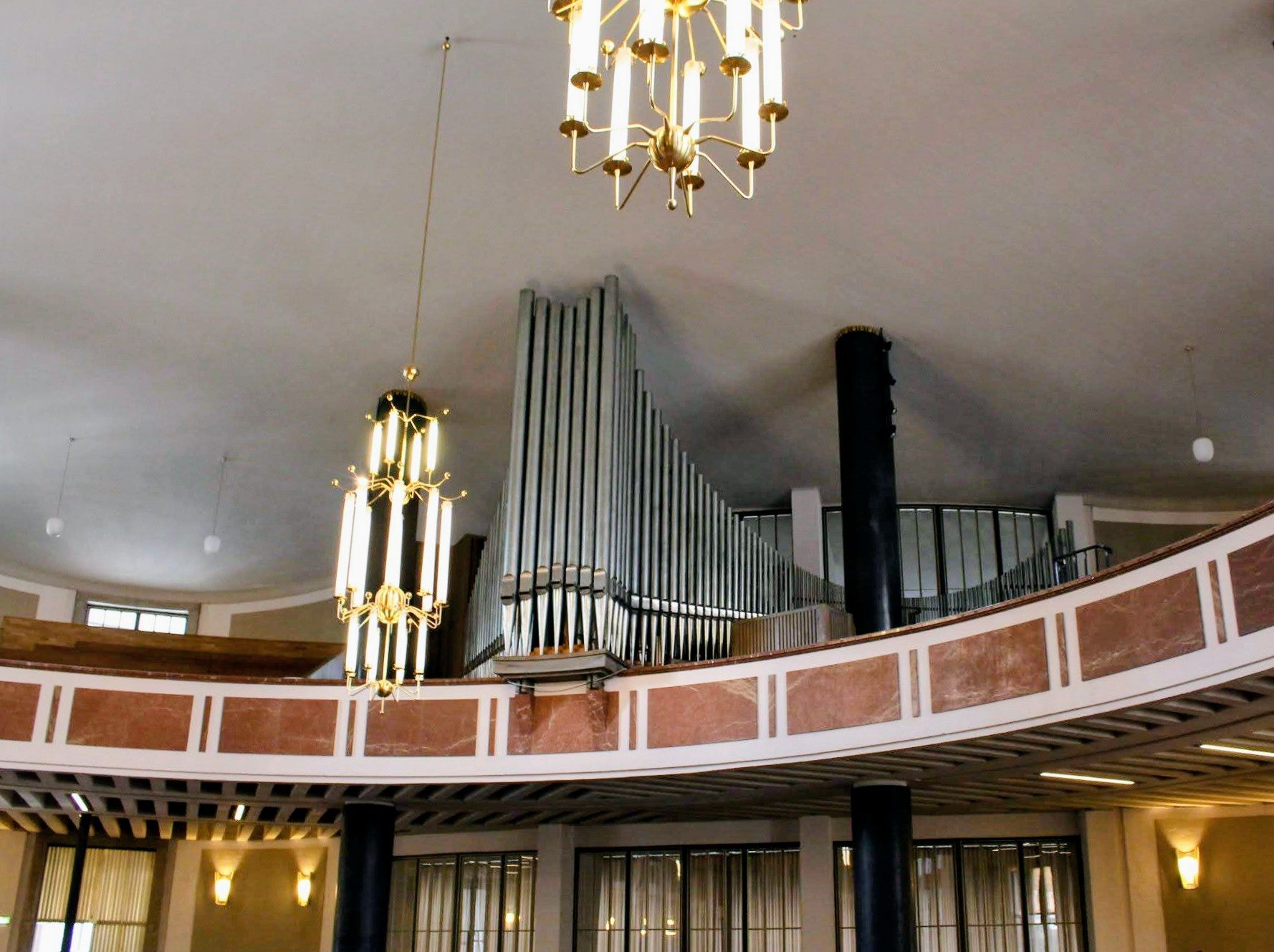
Blick auf die Orgelempore

Nachdem die Kirchengemeinde heimatlos geworden war und nur in Provisorien lebte, kam nach dem Ende des Zweiten Weltkriegs schnell die Forderung nach einem Wiederaufbau der Matthäuskirche auf. Ein Neubau am alten Ort wurde von der Stadt München nicht unterstützt. Stattdessen wurde als neuer Standort eine städtebaulich dominierende Fläche am Sendlinger-Tor-Platz angeboten. Nach Plänen von Gustav Gsaenger wurde 1953 bis 1955 ein Zentralbau mit integriertem Pfarramt, Gemeinderäumen und Campanile errichtet, in dem Gsaenger seine eigene Formensprache der organhaften Moderne voll entfaltete. Klaus Gallas, der Autor des DuMont-Kunst-Reiseführers für München, urteilte 1979 dagegen, dass Form und Gestalt der Kirche dieser Dominanz nicht gerecht werden könne.

## Orgel
Die Orgel wurde zwischen 1955 und 1963 nach Plan des Landeskirchenmusikdirektors Friedrich Högner von der Oettinger Orgelbaufirma Steinmeyer als opus 1900 erbaut. Das Instrument hatte ursprünglich 65 Register auf vier Manualen und Pedal auf Schleifladen mit elektrischer Traktur. Der Freipfeifenprospekt wurde vom Kirchenarchitekten Gustav Gsaenger entworfen.
| I Positiv C–g3 |                 |       |
| 1.             | Singend Gedackt | 8′    |
| 2.             | Dulzflöte       | 8′    |
| 3.             | Praestant       | 4′    |
| 4.             | Nachthorn       | 4′    |
| 5.             | Octave          | 2′    |
| 6.             | Octävlein       | 1′    |
| 7.             | Sesquialter II  | 2 ⁄3′ |
| 8.             | Scharfcymbel IV | 2⁄3′  |
| 9.             | Rankett         | 16′   |
| 10.            | Vox humana      | 8′    |
|                | Tremulant       |       |

| II Hauptwerk C–g3 |                  |       |
| 11.               | Principal        | 16′   |
| 12.               | Metallprincipal  | 8′    |
| 13.               | Rohrflöte        | 8′    |
| 14.               | Silbermann-Gambe | 8′    |
| 15.               | Octave           | 4′    |
| 16.               | Kleingedackt     | 4′    |
| 17.               | Schwiegel        | 2′    |
| 18.               | Rauschflöte IV   | 2 ⁄3′ |
| 19.               | Mixtur V         | 1 ⁄3′ |
| 20.               | Trompete         | 16′   |
| 21.               | Trompete         | 8′    |

| III Oberwerk C–g3 |                 |       |
| 22.               | Harfenprincipal | 8′    |
| 23.               | Holzgedackt     | 8′    |
| 24.               | Quintade        | 8′    |
| 25.               | Weitprincipal   | 4′    |
| 26.               | Holzflöte       | 4′    |
| 27.               | Principal       | 2′    |
| 28.               | Gemshörnlein    | 2′    |
| 29.               | Quintlein       | 1 ⁄3′ |
| 30.               | Scharfmixtur V  | 1⁄2′  |
| 31.               | Cymbel III      | 1⁄6′  |
| 32.               | Trichterregal   | 8′    |
| 33.               | Kopftrompete    | 4′    |

| IV Schwellwerk C–g3 |                   |        |
| 34.                 | Rohrgedackt       | 16′    |
| 35.                 | Principal         | 8′     |
| 36.                 | Hohlflöte         | 8′     |
| 37.                 | Lieblich Gedackt  | 8′     |
| 38.                 | Weidenpfeife      | 8′     |
| 39.                 | Octave            | 4′     |
| 40.                 | Koppelflöte       | 4′     |
| 41.                 | Quinte            | 2 ⁄3′  |
| 42.                 | Waldflöte         | 2′     |
| 43.                 | Terz              | 1 3⁄5′ |
| 44.                 | Flageolet         | 1′     |
| 45.                 | Plein Jeu V-VI    | 2′     |
| 46.                 | Glockencymbel III | 2′     |
| 47.                 | Englischhorn      | 16′    |
| 48.                 | Oboe              | 8′     |
| 49.                 | Zinke             | 4′     |
|                     | Tremulant         |        |

| Pedal C–f1 |                   |         |
| 50.        | Principal         | 16′     |
| 51.        | Subbaß            | 16′     |
| 52.        | Quintade          | 16′     |
| 53.        | Grob Quintbaß     | 10 2⁄3′ |
| 54.        | Octavbaß          | 8′      |
| 55.        | Gedacktbaß        | 8′      |
| 56.        | Hohlflöte *       | 4′      |
| 57.        | Rohrpfeife *      | 2′      |
| 58.        | Choralbaß II *    | 4′      |
| 59.        | Hintersatz IV *   | 2 ⁄3′   |
| 60.        | Octavmixtur II *  | 2′      |
| 61.        | Sordun            | 32′     |
| 62.        | Sordun *          | 16′     |
| 63.        | Posaune           | 16′     |
| 64.        | Trompete *        | 8′      |
| 65.        | Clarine *         | 4′      |
|            | Tremulant (für *) |         |

- Koppeln: I/II, III/II, IV/II, IV/III, I/III, I/P, II/P, III/P, IV/P, Generalkoppel
- 4 freie Kombinationen
- 1 freie Pedalkombination
- Crescendowalze
- Zungeneinführungstritte, jeweils für I.-IV. Man. und Pedal
- Mixturabsteller, Zungenabsteller, Handregister ab
- Tutti

Seit 2013 wird die Orgel von der Orgelwerkstatt Woehl schrittweise erweitert (derzeit 104 Register).
Am früheren Steinmeyer-Spieltisch sind freie Registerwippen für das ursprünglich vorgesehene Fernwerk über dem Durchgang zur Sakristei angelegt; jedoch wurde an dieser Stelle nur ein Blindprospekt gebaut, hinter dem sich über 60 Jahre lang kein Pfeifenwerk befand. Der Entwurf für die Erweiterung der Steinmeyer-Orgel umfasst auch ein (bisher nicht realisiertes) schwellbares Teilwerk, das sowohl vom Kirchenschiff als auch im dahinter liegenden Gemeindesaal zu hören sein würde.
Seit 2017, nach Vollendung des 4. Bauabschnittes, hat die Hauptorgel folgende Disposition:
| I Hauptwerk C–a3 |                       |        |     |
| 01.              | Prinzipal             | 16′    |     |
| 02.              | Bordun                | 16′    | (W) |
| 03.              | Metallprinzipal       | 08′    |     |
| 04.              | Rohrflöte             | 08′    |     |
| 05.              | Violoncello           | 08′    | (W) |
| 06.              | Silbermanngamba       | 08′    |     |
| 07.              | Oktave                | 04′    |     |
| 08.              | Kleingedeckt          | 04′    |     |
| 09.              | Quinte (Ausz. Nr. 12) | 02 ⁄3′ | (W) |
| 10.              | Oktave (Ausz. Nr. 13) | 02′    | (W) |
| 11.              | Schwiegel             | 02′    |     |
| 12.              | Rauschflöte IV        | 02 ⁄3′ |     |
| 13.              | Mixtur IV             | 02′    | (W) |
| 14.              | Mixtur V              | 01 ⁄3′ |     |
| 15.              | Cimbel III            | 01 ⁄3′ | (W) |
| 16.              | Cornet III-VII        | 08′    |     |
| 17.              | 1. Trompete           | 16′    | (W) |
| 18.              | 2. Trompete           | 16′    |     |
| 19.              | 1. Trompete           | 08′    | (W) |
| 20.              | 2. Trompete           | 08′    |     |

| II Oberwerk C–a3 |                      |        |     |
| 21.              | Quintade             | 16′    | (W) |
| 22.              | Harfenprinzipal      | 08′    |     |
| 23.              | Gemshorn             | 08′    | (W) |
| 24.              | Holzgedackt          | 08′    |     |
| 25.              | Quintade             | 08′    |     |
| 26.              | Unda maris           | 08′    | (W) |
| 27.              | Weitprinzipal        | 04′    |     |
| 28.              | Holzflöte            | 04′    |     |
| 29.              | Sesquialter II       | 02 ⁄3′ | (W) |
| 30.              | Oktave               | 02′    | (W) |
| 31.              | Prinzipal            | 02′    |     |
| 32.              | Gemshörnlein         | 02′    |     |
| 33.              | Quintlein            | 01 ⁄3′ |     |
| 34.              | Mixtur IV            | 02′    | (W) |
| 35.              | Scharffmixtur V      | 01⁄2′  |     |
| 36.              | Zimbel III           | 01⁄6′  |     |
| 37.              | Fagott               | 16′    | (W) |
| 38.              | Fagott (Ext. Nr. 37) | 08′    | (W) |
| 39.              | Trompetenregal       | 08′    |     |
| 40.              | Kopftrompete         | 04′    |     |
|                  | Tremulant            |        |     |

| III Schwellwerk C–a3 |                   |         |
| 41.                  | Rohrgedackt       | 16′     |
| 42.                  | Prinzipal         | 08′     |
| 43.                  | Hohlflöte         | 08′     |
| 44.                  | Weidenpfeife      | 08′     |
| 45.                  | Lieblich Gedeckt  | 08′     |
| 46.                  | Oktave            | 04′     |
| 47.                  | Koppelflöte       | 04′     |
| 48.                  | Quinte            | 02 ⁄3′  |
| 49.                  | Waldflöte         | 02′     |
| 50.                  | Terz              | 01 3⁄5′ |
| 51.                  | Flageolett        | 01′     |
| 52.                  | Plein jeu V-VI    | 02′     |
| 53.                  | Glockencymbel III | 02′     |
| 54.                  | Englisch Horn     | 16′     |
| 55.                  | Oboe              | 08′     |
| 56.                  | Zinke             | 04′     |
|                      | Tremulant         |         |

| IV Positiv C–a3 |                 |       |
| 57.             | Singend Gedackt | 08′   |
| 58.             | Dulzflöte       | 08′   |
| 59.             | Praestant       | 04′   |
| 60.             | Nachthorn       | 04′   |
| 61.             | Octave          | 02′   |
| 62.             | Octävlein       | 01′   |
| 63.             | Sesquialter III |       |
| 64.             | Scharfcymbel IV | 02⁄3′ |
| 65.             | Rankett         | 16′   |
| 66.             | Vox humana      | 08′   |
|                 | Tremulant       |       |

| Pedalwerk C–a3 |                        |         |     |
| 67.            | Groß Bordun            | 32′     | (W) |
| 68.            | Prinzipal              | 16′     |     |
| 69.            | Subbaß                 | 16′     |     |
| 70.            | Quintade               | 16′     |     |
| 71.            | Gedecktbaß (= Nr. 2)   | 16′     | (W) |
| 72.            | Grobquinte             | 10 2⁄3′ |     |
| 73.            | Oktavbaß               | 08′     |     |
| 74.            | Cellobaß (= Nr. 5)     | 08′     |     |
| 75.            | Gedecktbaß             | 08′     |     |
| 76.            | Hohlflöte *            | 04′     |     |
| 77.            | Rohrpfeife *           | 02′     |     |
| 78.            | Rauschbaß IV           | 02 ⁄3′  |     |
| 79.            | Choralbaß *            | 04′     |     |
| 80.            | Oktavmixtur II *       | 02′     |     |
| 81.            | Hintersatz IV          | 02 ⁄3′  |     |
| 82.            | Sordun (Ext. Nr. 85)   | 32′     |     |
| 83.            | Posaune                | 16′     |     |
| 84.            | Fagott (= Nr. 37)      | 16′     |     |
| 85.            | Sordun                 | 16′     |     |
| 86.            | Trompete               | 08′     |     |
| 87.            | Fagott (Ext. Nr. 37)   | 08′     |     |
| 88.            | Clarine *              | 04′     |     |
| 89.            | Cornetto (Ext. Nr. 37) | 04′     |     |
| 90.            | Cantus (Ext. Nr. 37)   | 02′     |     |
|                | Tremulant für *        |         |     |

- Koppeln:
  - Normalkoppeln: II/I, III/I, IV/I, III/II, IV/II, IV/III, I/P, II/P, III/P, IV/P
  - Suboktavkoppeln: I/I, II/I, III/I, IV/I, II/II, III/II, IV/II, IV/III, IV/IV
- Anmerkungen

(W) = von Woehl hinzugefügte Register
1. ↑  besteht aus den Chören 2′ + 4⁄5′ + 1⁄2′
2. ↑  akustisch über Quintschaltung aus Nr. 71

Das Positiv (IV. Manual) ist von der übrigen Orgel getrennt neben der Chortribüne angebracht und hat daher gleichzeitig die Funktion einer Chor-Begleitorgel.
Das Fernwerk über der Sakristei wurde 2021 durch Gerald Woehl unter Verwendung historischer Register aus dem Jahr 1910 hinter den bislang stummen Prospekt (nach dem Entwurf des Architekten Gustav Gsaenger) aus der Erbauungszeit der Orgel eingebaut und ist an jedes Manual ankoppelbar.
| Manualwerk C–f3 |                 |     |
| 1.              | Bordun          | 16′ |
| 2.              | Geigenprincipal | 08′ |
| 3.              | Echobordun      | 08′ |
| 4.              | Echogambe       | 08′ |
| 5.              | Flauto amabile  | 08′ |
| 6.              | Salicional      | 08′ |

| (Fortsetzung) |              |     |
| 07.           | Vox angelica | 08′ |
| 08.           | Fugara       | 04′ |
| 09.           | Dolce        | 04′ |
| 10.           | Vox humana   | 08′ |
|               | Tremulant    |     |
|               |              | 0   |
|               |              |     |

| Pedalwerk C–f1 |                             |     |
| 11.            | Bordun (= akust. aus Nr. 1) | 32′ |
| 12.            | Bordun (= Nr. 1)            | 16′ |
| 13.            | Gedeckt (= Nr. 1)           | 8′  |
| 14.            | Gedeckt (= Nr. 1)           | 4′  |

## Glocken

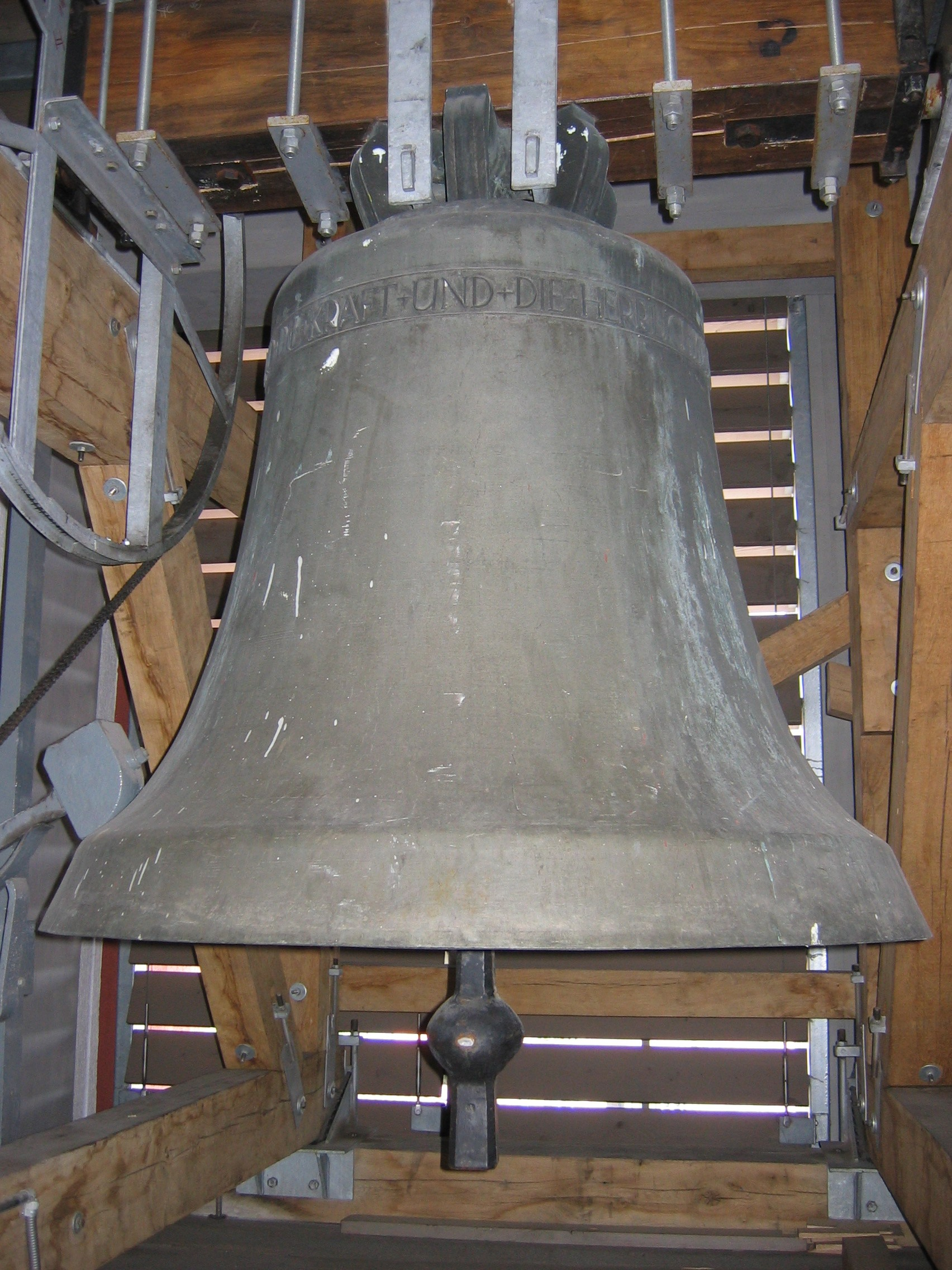
Zweitgrößte Glocke (1955)

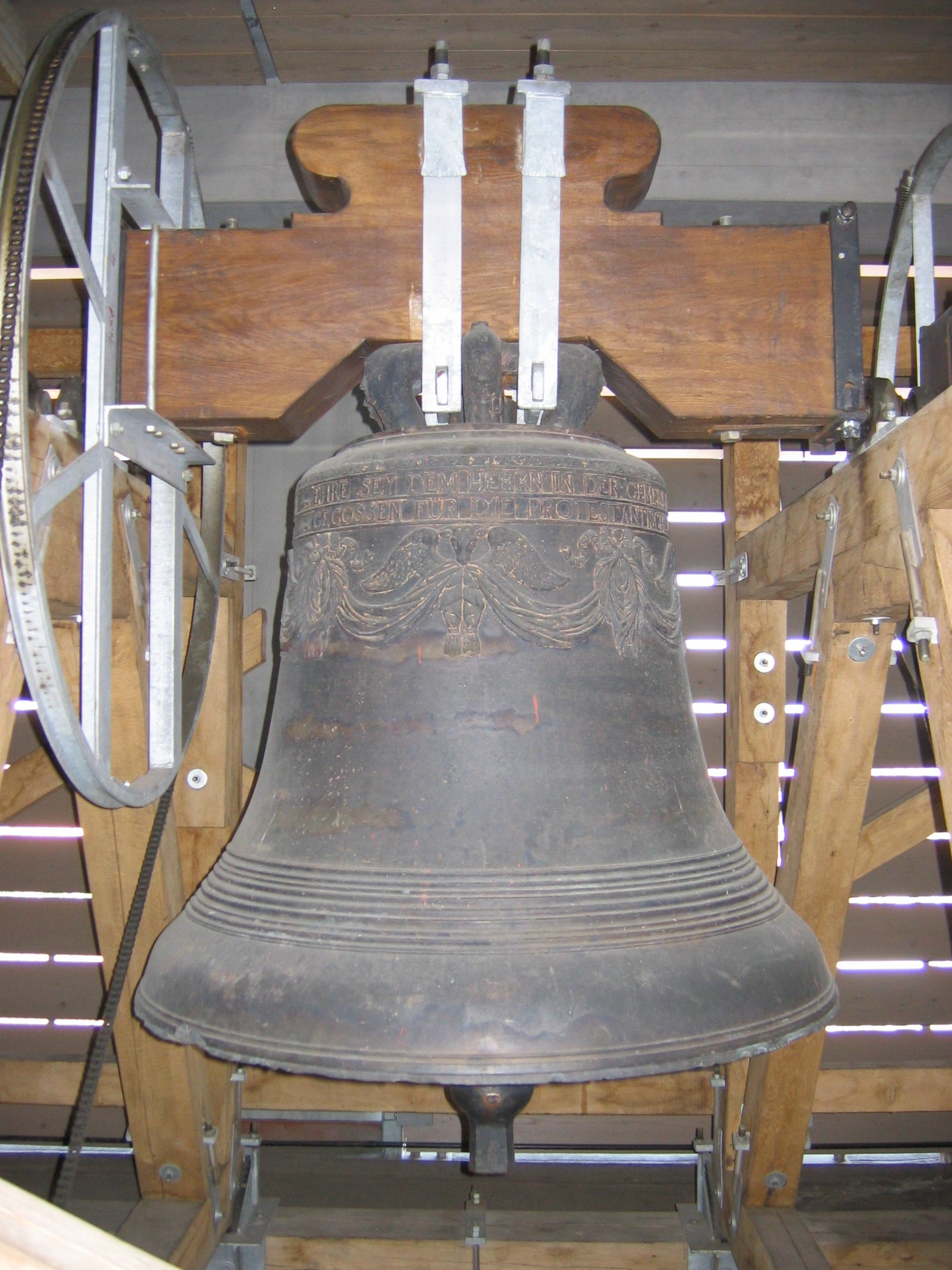
Viertgrößte Glocke (1830)

Im 51 Meter hohen Turm hängen sechs Glocken; die beiden großen Glocken hängen auf Höhe der Uhr, die anderen vier ein Stockwerk darüber.
Frei in einem rundgemauerten Glockenträger an der Nordseite des Kirchenschiffes hängt die Vater-Unser-Glocke (Nr. 7), die nur solistisch während des Vaterunsers geläutet wird.
Sie ist die Nachfolgerin einer h1-Glocke von 1830 (aus der alten Kirche), die 1964 dem Gemeindezentrum Bartimäus in Lochhausen (zu Himmelfahrtskirche Pasing) zur Verfügung gestellt wurde; seit dem Abriss des Gemeindezentrums 2022 ist sie wieder in der Matthäuskirche. Die Glocken 4 und 5 blieben der Matthäuskirche erhalten.
In den Jahren 1955 und 1964 ergänzte Friedrich Wilhelm Schilling aus Heidelberg das Geläut um fünf Glocken, von denen einige Gustl Feldmeier stiftete.
Die Glocken läuteten bis 1996 im Stahlstuhl an gekröpften Stahljochen in drei offenen Stockwerken.
Aufgrund enormer Turmschwankungen und starker Bauschäden wurde daraufhin das gesamte Geläut stillgelegt, im Zuge einer umfangreichen Sanierung 1999 von der Glockengießerei Rudolf Perner (Passau) in Holzglockenstühlen aufgehängt, mit neuen elektronischen Maschinen und Obergewichten versehen und die Glockenstuben mit Schallläden verschlossen.
Die Läuteordnung differenziert die Sonn- und Feiertagsgottesdienste nach Haupt- und Nebengottesdienst sowie nach Kirchenjahreszeit. Dabei gibt es immer 30 Minuten vor Gottesdienstbeginn ein dreiminütiges Vorläuten; an Sonntagen Glocke 2 oder 3, an Festtagen Glocke 1 oder 2. Fünf Minuten vor Beginn des Gottesdienstes erklingt das fünfminütige Zusammenläuten; an Sonntagen in der Advents- und Passionszeit (auch Buß- und Bettag) die Glocken 6+5+3+2 oder 6+5+3, an den übrigen Sonntagen die Glocken 5+4+3+2 oder 5+4+3 und an Festtagen die Glocken 6+5+4+3+2+1 oder 5+4+3+2+1. Am Karfreitag läutet die große Glocke allein. Bei Taufen läuten die Glocken 5+4+3 (zur Taufhandlung Glocke 6), vor Trauungen die Glocken 5+4+2 und zu Trauerfeiern die Glocken 6+5+3+1 (g-moll). Zu den Betzeiten um 12:00 und 18:30 Uhr ertönt Glocke 4. Als Vaterunserglocke dient Glocke 7. Am Samstag um 15 Uhr wird der Sonntag mit dem jeweiligen Geläut des Hauptgottesdienstes eingeläutet.
Der Uhrschlag wird über die große Glocke ausgeführt; zur halben Stunde ertönt jeweils ein einzelner Anschlag, und zur vollen Stunde wird die Zahl der Stunden geschlagen.
Zusammen mit der Lorenzkirche und der Friedenskirche in Nürnberg besitzt St. Matthäus in München eines der bedeutendsten Großgeläute der evangelischen Kirche in Bayern.
| Nr. | Gussjahr | Gießer, Gussort                         | Durchmesser (mm) | Masse (kg) | Nominal (16tel) | Inschrift                                                                                  |
| 1   | 1955     | Friedrich Wilhelm Schilling, Heidelberg | 2020             | 5148       | g0 +2           | „Himmel und Erde werden vergehen aber meine Worte werden nicht vergehen. Matth. 24,35.“    |
| 2   | 1955     | Friedrich Wilhelm Schilling, Heidelberg | 1490             | 1995       | c1 +2           | „Dein ist das Reich und die Kraft und die Herrlichkeit. Amen. Matth. 6,13.“                |
| 3   | 1955     | Friedrich Wilhelm Schilling, Heidelberg | 1320             | 1363       | d1 +2           | „O Land, Land, Land, höre des Herrn Wort. Jer. 22,29.“                                     |
| 4   | 1830     | Nicolaus Regnault, Dinkelsbühl          | 1280             | 1000       | e1 +2           | „Ehre sey dem Herrn in der Gemeine, die in Christo Iesu ist zu aller Zeit. Ephes. 7 V 21.“ |
| 5   | 1830     | Nicolaus Regnault, Dinkelsbühl          | 1050             | 0650       | g1 +2           | „Das Volck, das geschaffen soll werden, wird den Herrn loben. Psa 102 V 19.“               |
| 6   | 1964     | Friedrich Wilhelm Schilling, Heidelberg | 0910             | 0518       | a1 +2           | –                                                                                          |
| 7   | 1964     | Friedrich Wilhelm Schilling, Heidelberg | 0840             | 0410       | b1 +5           | –                                                                                          |

## Trivia
- Wegen ihrer Lage am Karlsplatz (Stachus) wurde die alte Matthäuskirche bis zu ihrem Abbruch 1938 Stachuskirche genannt.
- St. Matthäus ist als Predigtstätte des Kirchenpräsidenten, seit 1933 des Landesbischofs, der hier an allen kirchlichen Feiertagen predigt, eine der beiden Bischofskirchen der Evangelisch-Lutherischen Kirche in Bayern. Als offizielle Bischofskirche gilt St. Lorenz in Nürnberg, in der die Landesbischöfe in ihr Amt eingeführt werden.
- Die Münchner gaben dem Neubau von St. Matthäus am Sendlinger-Tor-Platz unter Anspielung auf die geschwungene Nierenform den Spitznamen Gottes Achterbahn, Luthers Achterbahn oder aber auch liebevoll Christkindl's Badewanne.